# Knjižnica Šmarje pri Jelšah
Knjižnica Šmarje pri Jelšah je osrednja splošna knjižnica s sedežem na Aškerčevemu trgu 20 (Šmarje pri Jelšah); ustanovljena je bila leta 2002.
Ima dislocirane enote: Knjižnica Lesično, Knjižnica Kozje, Knjižnica Bistrica ob Sotli in Knjižnica Podčetrtek.